# Château d'Othello
 (juin 2024).
La mise en forme du texte ne suit pas les recommandations de Wikipédia : il faut le « wikifier ».
Les points d'amélioration suivants sont les cas les plus fréquents. Le détail des points à revoir est peut-être précisé sur la page de discussion.
- Les titres sont pré-formatés par le logiciel. Ils ne sont ni en capitales, ni en gras.
- Le texte ne doit pas être écrit en capitales (les noms de famille non plus), ni en gras, ni en italique, ni en « petit »…
- Le gras n'est utilisé que pour surligner le titre de l'article dans l'introduction, une seule fois.
- L'italique est rarement utilisé : mots en langue étrangère, titres d'œuvres, noms de bateaux, etc.
- Les citations ne sont pas en italique mais en corps de texte normal. Elles sont entourées par des guillemets français : « et ».
- Les listes à puces sont à éviter, des paragraphes rédigés étant largement préférés. Les tableaux sont à réserver à la présentation de données structurées (résultats, etc.).
- Les appels de note de bas de page (petits chiffres en exposant, introduits par l'outil «  Source ») sont à placer entre la fin de phrase et le point final[comme ça].
- Les liens internes (vers d'autres articles de Wikipédia) sont à choisir avec parcimonie. Créez des liens vers des articles approfondissant le sujet. Les termes génériques sans rapport avec le sujet sont à éviter, ainsi que les répétitions de liens vers un même terme.
- Les liens externes sont à placer uniquement dans une section « Liens externes », à la fin de l'article. Ces liens sont à choisir avec parcimonie suivant les règles définies. Si un lien sert de source à l'article, son insertion dans le texte est à faire par les notes de bas de page.
- La présentation des références doit suivre les conventions bibliographiques. Il est recommandé d'utiliser les modèles {{Ouvrage}}, {{Chapitre}}, {{Article}}, {{Lien web}} et/ou {{Bibliographie}}. Le mode d'édition visuel peut mettre en forme automatiquement les références.
- Insérer une infobox (cadre d'informations à droite) n'est pas obligatoire pour parachever la mise en page.

Pour une aide détaillée, merci de consulter Aide:Wikification.
Si vous pensez que ces points ont été résolus, vous pouvez retirer ce bandeau et améliorer la mise en forme d'un autre article.
Pour les articles homonymes, voir Othello.
Le château d'Othello (grec moderne : Πύργος του Oθέλλου , turc : Othello Kalesi, également connu sous le nom de tour d'Othello, est une forteresse de Famagouste, dans le nord de Chypre. Elle a été construite par la famille de Lusignan au XIVe siècle alors rois de Chypre, puis modifiée par les Vénitiens à la fin du XVe siècle. Son appellation provient d'une référence à la pièce Othello de Shakespeare dont le château aurait alors inspiré l'action à l'auteur . ,

## Histoire

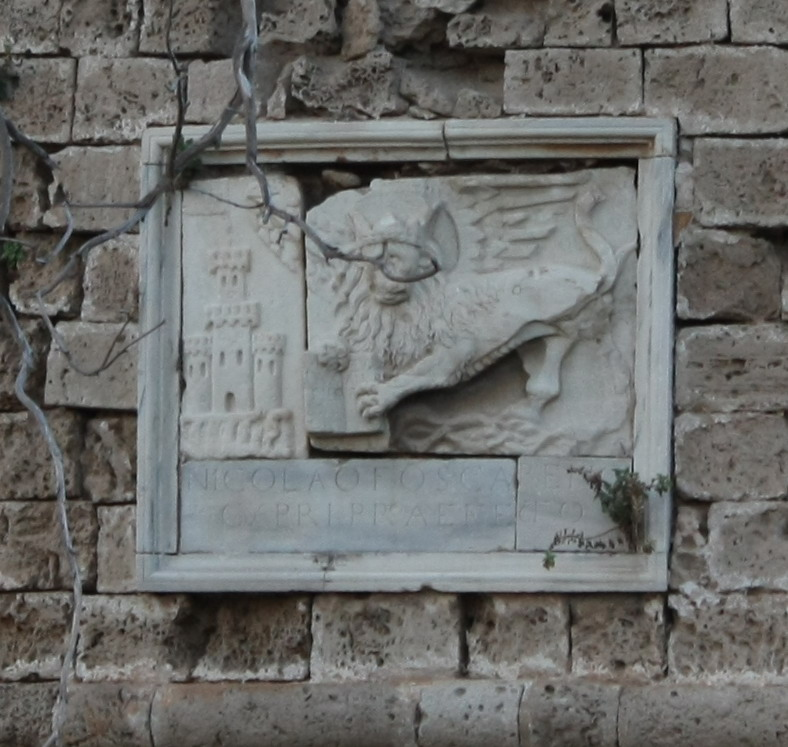
Relief du Lion de Saint-Marc sur les murs du château

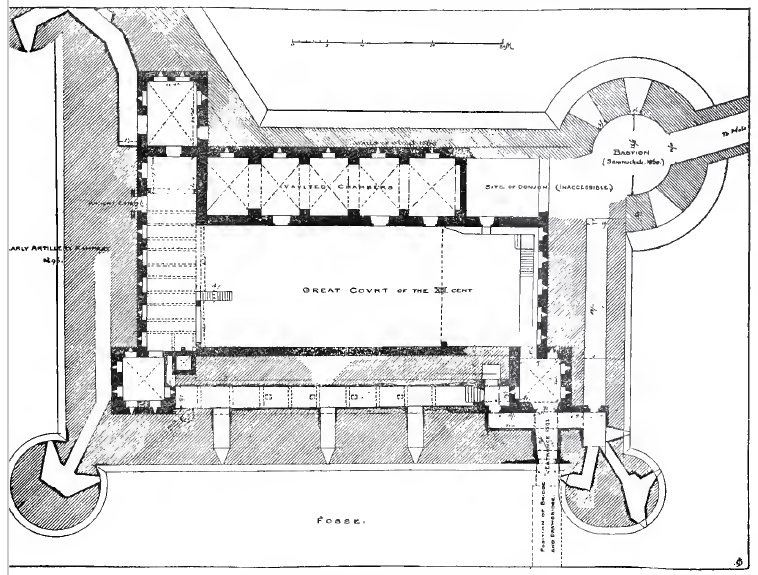
Plan au sol de 1918

La forteresse a été construite au XIVe siècle par les Lusignan (alors dirigeants du royaume de Chypre) pour protéger le port contre d'éventuelles attaques ennemies. Elle servait également d’entrée principale à Famagouste. On l'appelait autrefois « la forteresse impénétrable » car elle était presque impossible à attaquer en raison des larges fossés et remparts qui l'entouraient.
Après la vente de Chypre à la république de Venise, les tours carrées du château furent remplacées par des tours circulaires pour s'adapter à une artillerie plus moderne. Après ces modifications, un relief du lion de Saint-Marc fut gravé au-dessus de l'entrée principale du château. Le nom du capitaine Nicolo Foscari, qui dirigea les modifications du château, et la date de 1492 sont inscrits à proximité du relief.
Léonard de Vinci aurait dit-on, conseillé la rénovation en 1481. Le château tire son nom de la célèbre pièce de Shakespeare, Othello, qui se déroule dans une ville portuaire de Chypre.
En 1900, les douves furent vidées de leurs eaux pour réduire les risques de paludisme, présente à cette époque.
Le château commence à être restauré en 2014, et  rouvre au public le 3 juillet 2015.

## Plan
La structure est composée de quatre tours circulaires. Elle contient un réfectoire et un dortoir, construits à l'époque des Lusignan. La cour quant à elle contient des boulets de canon laissés par les Espagnols et les Ottomans, vestiges de son histoire défensive.